# Középrigóc–Villány-vasútvonal
A Baranya vármegye déli részén, az Ormánságban fekvő Középrigóc–Villány-vasútvonal a MÁV 62-es számú, egyvágányú, nem villamosított mellékvonala a Dráva folyó bal partja mentén. A vasútvonal Középrigóc és Sellye közötti részén 2006. május 8-án, Sellye és Villány közötti szakaszán pedig 2007. március 4-én szűnt meg a személyszállítás. Sellye-Vajszló, illetve Sellye-Drávafok között rendszeres teherszállítás jelenleg is zajlik.

## Története
A Drávavölgyi HÉV társaság által épített vasútvonal az építés idején már MÁV tulajdonú Villány–Eszék-vasútvonal Baranyavár-Pélmonostor vasútállomásától indult. A vasúttársaság a helyiérdekű vasútvonalat két részletben, Pélmonostor és Siklós közötti 29,8 km hosszú szakaszát 1910. július 31-én, a Siklós és Középrigóc közötti 74,1 km hosszú második szakaszát 1912. november 6-án adta át a forgalomnak. A felépítmény 23,6 kg/fm tömegű, „i” jelű sínekből épült. Eredetileg az ormánsági mezőgazdasági áruk Dunára (Kiskőszegi kikötő) szállítására készült.

## Jelen
A vonalon jelenleg nincs menetrend szerinti személyszállítás. 
A teherforgalom által használt szakaszokon a felépítmény nagyrészt 48,5 kg/fm sínrendszerű, vasbetonaljas, zúzottkő ágyazatú. Ezeken a pályaszakaszokon a pályasebesség 60 km/h, az engedélyezett tengelyterhelés 21 tonna. Kovácshida és Vajszló, valamint Drávafok és Középrigóc között megmaradt az építéskori „i” rendszerű, talpfás, kavicságyas felépítmény. Ezeken a szakaszokon még a vonal üzeme alatt is gyakoriak voltak a 20 km/h-s és 10 km/h-s lassújelek. A vágányok igen rossz állapota és a gyakori lopások miatt mára gyakorlatilag használhatatlanok ezek a szakaszok. A bozótos növényzet szinte teljesen benőtte, sok helyen még gyalogosan is járhatatlan.
2024. december 12-étől a vasútvonal Vajszló (kiz.) – Beremendi Cementmű (kiz.) szakasza hivatalosan is üzemszünet alatt áll.